# Зоф, Вячеслав Иванович
Вячесла́в Ива́нович Зоф (25 декабря 1889, село Волковыи, Дубенский уезд, Волынская губерния — 20 июня 1937, Москва) — советский военный и государственный деятель.

## Биография
Родился 25 декабря 1889 года в с. Волковыи, Дубенского уезда Волынской губернии. По национальности чех.
Получил образование в народной школе и на вечерних общеобразовательных курсах. С 14 лет поступил учеником в механическую мастерскую в Луцке, где приобрёл специальность металлиста.
С 1908 года жил в Санкт-Петербурге. К революционному движению присоединился в 1910 году, а в 1913 году вступил в РСДРП. Активный сотрудник большевистской газеты «Звезда» и «Правда». Осенью 1913 года введён в состав рабочей комиссии большевистской фракции Четвёртой Госдумы.
Во время Первой мировой войны, по направлению партии в августе 1914 года Зоф работал слесарем сверловщиком в инструментальной мастерской на Сестрорецком оружейном заводе, где возглавлял подпольную большевистскую организацию. После Февральской революции руководил большевистской организацией Сестрорецка, а также был депутатом Петроградского совета.
3 апреля 1917 года организовал встречу Ленина с сестрорецкими рабочими на станции Белоостров, где и увидел его впервые. В июле 1917 года по поручению ЦК РСДРП(б) организовал переезд В. И. Ленина под именем рабочего К. П. Иванова из Петрограда в Разлив и стал связным между Лениным и ЦК.
С 1917 по 1918 годы работал председателем Совета фабзавникомов транспортных рабочих. В 1918 году вступил в ряды РККА.
Во время Гражданской войны служил комиссаром стрелковой бригады, 29-й стрелковой дивизии, а затем начальником снабжения 3-й армии Восточного фронта. С 1919 по 1920 годы являлся членом Реввоенсовета Балтийского флота и Комитета обороны Петрограда.
В феврале 1920 года назначен на должности комиссара Главного управления и начальника Главного политического управления водного транспорта, в ноябре 1920 года — на должность помощника командующего Морскими силами Республики по технической части. Тогда же стал членом Совета военной промышленности.
С 1921 по 1924 годы работал комиссаром при командующем Морскими силами Республики, а с 1924 по 1926 годы — начальником и комиссаром ВМС («Наморси»). В это время был членом РВС СССР.
В 1927 году назначен на должность председателя правления Совторгфлота. В том же году стал членом коллегии Наркомата путей сообщения. С 1930 по 1931 годы работал заместителем наркома путей сообщения СССР, с 1931 года — первым заместителем наркома водного транспорта. В начале 1936 года был переведён на должность директора завода «Компрессор» (Москва).
20 декабря 1936 года арестован и 19 июня 1937 года приговорён Военной коллегией Верховного суда СССР за «участие в антисоветской троцкистско-зиновьевской террористической организации» к смертной казни. На суде отказался от всех данных на следствии показаний, заявив что они получены в результате его избиений. Расстрелян 20 июня того же года, прах захоронен на Новом Донском кладбище.
22 февраля 1956 года реабилитирован.

## Награды
- Орден Красного Знамени (1928).

## Киновоплощение
- 1963 — «Синяя тетрадь». В роли Зофа — Игорь Озеров.

## Сочинения
- Зоф В. Из истории флота прошлого и настоящего / В.Зоф; Ред.-изд. отд. Морск. комиссариата. — Пг.: Тип. Морск. ком., 1922. — 32 с.